# NGC 6877
NGC 6877 ist eine elliptische Galaxie vom Hubble-Typ E im Sternbild Pfau am Südsternhimmel. Sie ist schätzungsweise 193 Millionen Lichtjahre von der Milchstraße entfernt. Sie gilt als Mitglied der zehn Galaxien zählenden NGC 6876-Gruppe (LGG 432).
Das Objekt wurde am 27. Juni 1835 vom britischen Astronomen John Herschel entdeckt.